# Pârâul Mare, Târnava Mare
Pârâul Mare este un mic curs de apă, din bazinul hidrografic al Târnavei Mari, pârâul traversează localitatea Dârjiu, județul Harghita și se varsă in Râul Archita. Cursul de apă are o lungime de 11 km de la izvorul aflat la 1,5 km Sud-Est de Dârjiu până la vărsarea in Râul Archita si are un bazin hidrologic cu o suprafață de 32,2 km².

## Hărți
- Harta județului Harghita